# Manhattan College

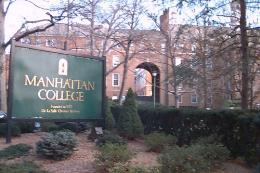
Entrée principale du Manhattan College.

L'université de Manhattan (Manhattan University; Manhattan College avant août 2024) est un college d'arts libéraux de la ville de New York, qui s'inscrit dans la tradition catholique des Frères des écoles chrétiennes.
En dépit de son nom, les locaux de l'établissement ne sont plus situés à Manhattan, mais dans le Bronx dans le quartier de Riverdale à proximité du College of Mount Saint Vincent.
L'université de Manhattan propose des programmes undergraduate en art, gestion, enseignement, ingénierie et science. Il existe également des programmes graduate en enseignement et ingénierie. La création du college remonte à 1853, lorsque cinq Lasalliens acquirent des petits locaux sur Canal Street. L'établissement déménagea ensuite à Harlem, avant de rejoindre le Bronx en 1922 du fait de son extension permanente. Les liens avec le College of Mount Saint Vincent ont depuis cette date été assez étroits, cependant, leur collaboration académique a pris fin en 2007.
En août 2024, l'université a annoncé qu'elle changeait son nom pour Manhattan University.

## Anciens élèves
De nombreuses personnalités ont fait leurs études au Manhattan College. Parmi ces illustres alumni, on retrouve Dennis Day dans le domaine du cinéma, Raymond Kelly, actuel directeur du New York City Police Department et surtout Rudolph Giuliani, illustre maire de New York, et candidat à l’élection présidentielle de 2008.
- Cardinal Patrick Hayes (1872-1938),
- Cardinal George Mundelein (1872-1939),
- Rena Wakama